# Calvatone
Calvatone – miejscowość i gmina we Włoszech, w regionie Lombardia, w prowincji Cremona.
W starożytności miejscowość nosiła nazwę Bedriacum; miejsce dwóch bitew w trakcie walk o władzę po śmierci cesarza Nerona (zob. rok czterech cesarzy).
Według danych na rok 2004 gminę zamieszkiwało 1248 osób, 96 os./km².